# Donald Favor
Donald Favor (Donald Emerson Favor; * 16. Februar 1913 in Portland, Maine; † 13. November 1984 in Placerville) war ein US-amerikanischer Hammerwerfer.
Bei den Olympischen Spielen 1936 in Berlin wurde er Sechster.
1934 wurde er US-amerikanischer Meister. Seine persönliche Bestleistung von 54,05 m stellte er am 27. Juni 1936 in Cambridge auf.